# ردیف میرزا عبدالله
ردیف میرزا عبدالله از ردیف‌های مشهور موسیقی ایرانی است که میرزا عبدالله فراهانی در دورهٔ قاجاریه تدوین کرده‌است.

## تاریخچه
میرزا عبدالله فراهانی فرزند آقا علی‌اکبر فراهانی، نوازندهٔ چیره‌دست تار در دورهٔ ناصرالدین شاه قاجار بود. او نوازندگی را نزد پدر و برادر بزرگترش میرزا حسن آغاز کرد اما پدرش وقتی میرزا عبدالله کودک بود درگذشت و پسرعموی او آقا غلامحسین فراهانی (که نوازندهٔ تار دوره قاجار و مسؤول نقارخانهٔ سلطنتی بود.) با مادرشان ازدواج کرد و ناپدری میرزا عبدالله شد. آقا غلامحسین تا مدتی حاضر به تعلیم موسیقی به میرزا عبدالله و برادرش آقا حسینقلی نبود اما نهایتاً با وساطت مادرشان ادامهٔ تعلیم موسیقی به آنان را بر عهده گرفت. میرزا عبدالله که خود بعداً از نوازندگان سرشناس تار و سه‌تار در دورهٔ قاجاریه شد، تمام عمرش را به تدوین و تدریس ردیفی که بعدها به نام خودش مشهور شد گذراند.

## گستره
ردیف میرزا عبدالله بر مبنای نوازندگی تار و سه‌تار شامل حدود ۲۵۰ گوشه است که در هفت مجموعهٔ بزرگ (دستگاه) و پنج مجموعهٔ کوچکتر (آواز) تنظیم شده‌است.

## راویان
مهم‌ترین راوی ردیف میرزا عبدالله نورعلی برومند بوده‌است. هم او بوده‌است که انتقال دهندهٔ این ردیف به نسل طلایی موسیقی ایران در دهه‌های چهل و پنجاه شد. جالب این جاست که خود نورعلی برومند هیچ‌گاه از آموزش مستقیم میرزاعبدالله بهره‌مند نشد. برومند از طریق درویش‌خان و اسماعیل قهرمانی ردیف میرزاعبدالله را فرا گرفت که البتّه آموزش رسمی و مدوّن وی از ردیف میرزا عبدالله بیشتر نزد اسماعیل قهرمانی صورت پذیرفته‌است.

## کتاب
کتاب «ردیف سازی موسیقی سنتی ایران» شامل ردیف میرزا عبدالله به روایت نورعلی برومند، ژان دورینگ آن را نت‌نویسی و در سال ۱۳۷۰ با پیروز سیار به زبان فارسی ترجمه و انتشارات سروش منتشر کرد.